# Лакху, Эдвард
Сэр Эдвард Виктор Лакху (англ. Edward Victor Luckhoo; 24 мая 1912, Нью-Амстердам (Гайана) — 3 марта 1998) — последний британский генерал-губернатор Гайаны и кратко исполняющий обязанности президента Гайаны в 1970 году.

## Биография

### Семья и образование
Родился в Нью-Амстердаме (Гайана), его отец, Эдвард Лакху, был солиситором индейского происхождения. Эдвард-младший получил образование в Королевском колледже Гайаны и Колледже святой Екатерины Оксфордского университета, где он был удостоен степени бакалавра искусств. Изучал право в колледже Миддл-Темпл, где поступил в коллегию адвокатов в 1931 году, был допущен к практике в 1936 году и стал юрисконсультом королевы в 1965 году.
Братом Эдварда был юрист и дипломат сэр Лайонел Лакху, британский Верховный комиссар Гайаны и Барбадоса.

### Карьера
Эдвард Лакху назначен судьей Апелляционного суда в 1966 году и канцлером судейского корпуса в октябре 1969 года.
Как канцлер судейского корпуса с 1969 по 1976 годы он являлся президентом Апелляционного суда и недолго занимал пост генерал-губернатора Гайаны в 1969 году, а затем исполнял обязанности исполняющий обязанности главы государства когда Гайана стала республикой 23 февраля 1970 года.

### Награды
Лакху был посвящен в рыцари-бакалавры 1 января 1970 года и получил гайанский орден Рораймы в том же году.
- Рыцарь-бакалавр
- Орден Рораймы

### Личная жизнь
Был женат на Морин Мокслоу из Батли, Западный Йоркшир. Выйдя на пенсию, супруги вернулись в Западный Йоркшир и жили в Оссете, где оба были активными членами англиканской церкви. Эдвард Лакху умер 3 марта 1998 года, в возрасте 85 лет, и был похоронен в Оссете. Леди Лакху до сих пор проживает в городе.